# Place Saint-Epvre
Pour les articles homonymes, voir Epvre.
La place Saint-Epvre est une place circulaire de la Vieille-Ville de Nancy. Cette place est connue pour la basilique Saint-Epvre qui lui est contiguë, ainsi que pour les arcades qui la bordent.

## Situation et accès
La place Saint-Epvre est une place sise au sein de la Vieille-Ville de Nancy, à proximité immédiate du Musée lorrain, de la place de la Carrière et de la Pépinière. Elle sert de parvis à la Basilique Saint-Epvre. De nombreuses voies aboutissent sur la place Saint-Epvre, parmi lesquelles : la rue de la Charité, la rue du Duc-Raoul, la rue des Dames, ainsi que la rue Monseigneur-Trouillet. La Grande-Rue longe la place et se prolonge de part et d'autre, en bordure du palais des ducs de Lorraine situé au nord-est.

## Origine du nom
Elle porte ce nom en souvenir de l'ancienne église paroissiale de la Ville-Vieille de Nancy, dédiée à Èvre, septième évêque de Toul, construite de 1436 à 1451, démolie en 1863 pour faire place à la basilique actuelle, construite de 1863 à 1875.

## Historique

### Création

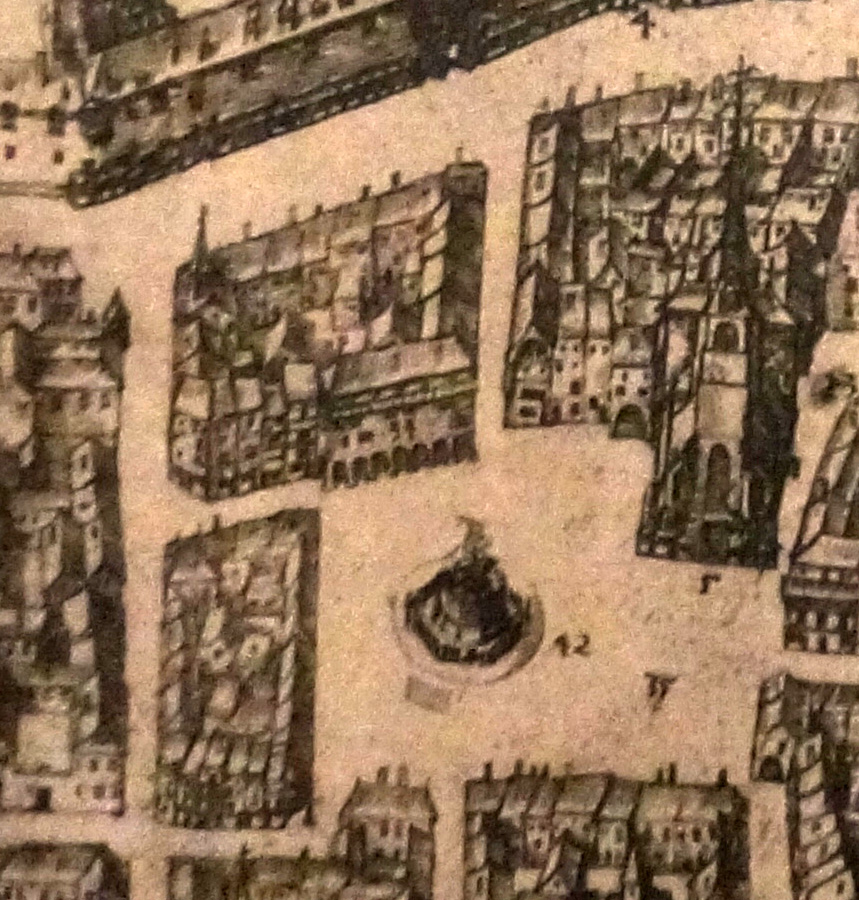
Plan de 1611 : la place et l'église Saint-Epvre.

C'est la plus ancienne place de la Vieille-Ville. Elle a été créée et aménagée en 1495, sous le duc René II, par la destruction d'un îlot de maisons avec, au pourtour, des maisons à arcades, et au centre, une fontaine monumentale ornée d'une statue de saint Georges. Elle prend le nom de « place où est la Grande Fontaine » puis sous ceux de « le Circuyt de la Place » en 1550 et place Saint-Epvre depuis le XVIIe siècle.
Elle était d'abord destinée à accueillir une halle aux poissons, mais celle-ci a ensuite été déplacée dans la Ville-Neuve, à l'emplacement de l'actuel marché couvert. La place servit alors aux foires et aux marchés, qui étaient tenus à l'origine sur la place des Dames. Puis elle ne devint plus qu'une place de second ordre, utilisée comme bazar par les fripiers.

### De nos jours
C'est un lieu très fréquenté par les Nancéiens et les touristes. De nombreux bars, restaurants, et boutiques se trouvent sur la place ou à proximité, notamment le bar « Le Pinochio » détenu par Olivier Rouyer, la pâtisserie « Adam » renommée pour sa spécialité le saint-epvre, et à deux pas la sandwicherie le « Made in France ».

## Bâtiments remarquables et lieux de mémoire
Deux monuments historiques répertoriés place Joseph-Malval d'après leurs notices de Mérimée, sont en fait situés actuellement place Saint-Epvre :
- no 5 : immeuble, dont le puits situé dans la cour est classé au titre des monuments historiques par arrêté du 16 septembre 1946[4] ;
- no 7 : immeuble dont la maison, y compris le puits, est inscrite au titre des monuments historiques par arrêté du 9 septembre 1992[5].

### Monument central

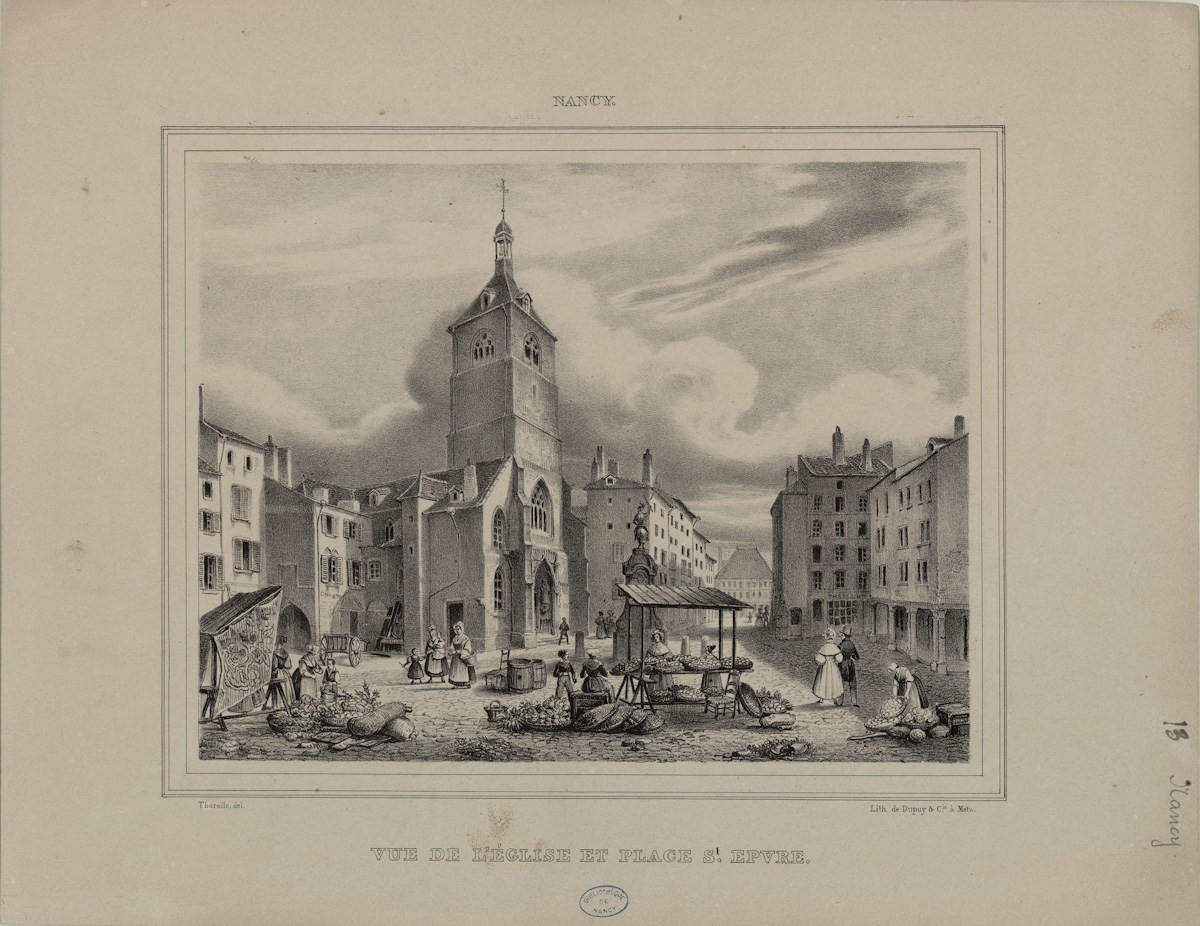
Vue de l'église et place Saint-Epvre, Jean-Joseph Thorelle, vers 1850.

En son centre se tient une fontaine surmontée d'une statue équestre en bronze représentant René II, œuvre de Mathias Schiff érigée en 1883.
La première fontaine a été élevée par René II en 1495 et célébrait Saint Georges. En 1611, elle était entourée d'un bassin hexagonal en pierres de taille avec un grillage élevé et était alors surmontée d'une statue de René II. Cette statue a été renversée lors de la Révolution en 1793, puis remplacée par une autre sous la Restauration, aujourd'hui conservée dans les jardins du Musée lorrain.

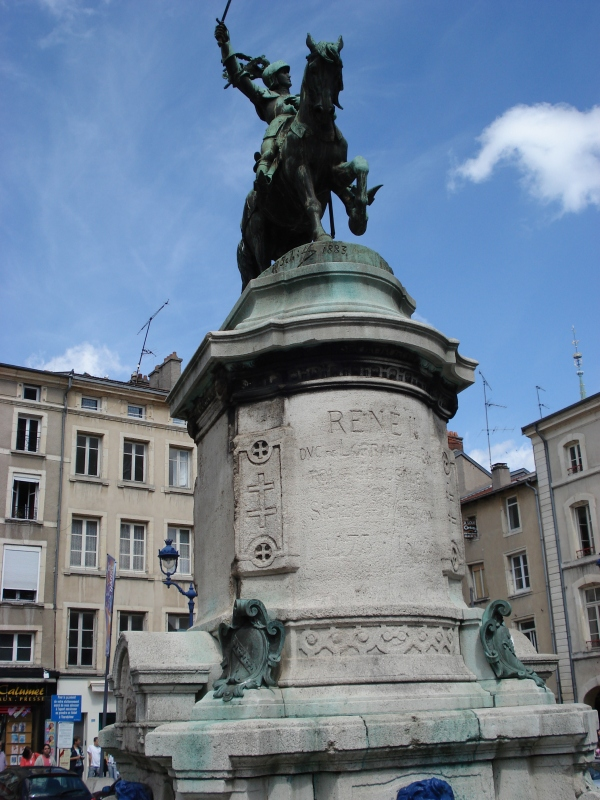
Gros plan sur la statue centrale de René II.
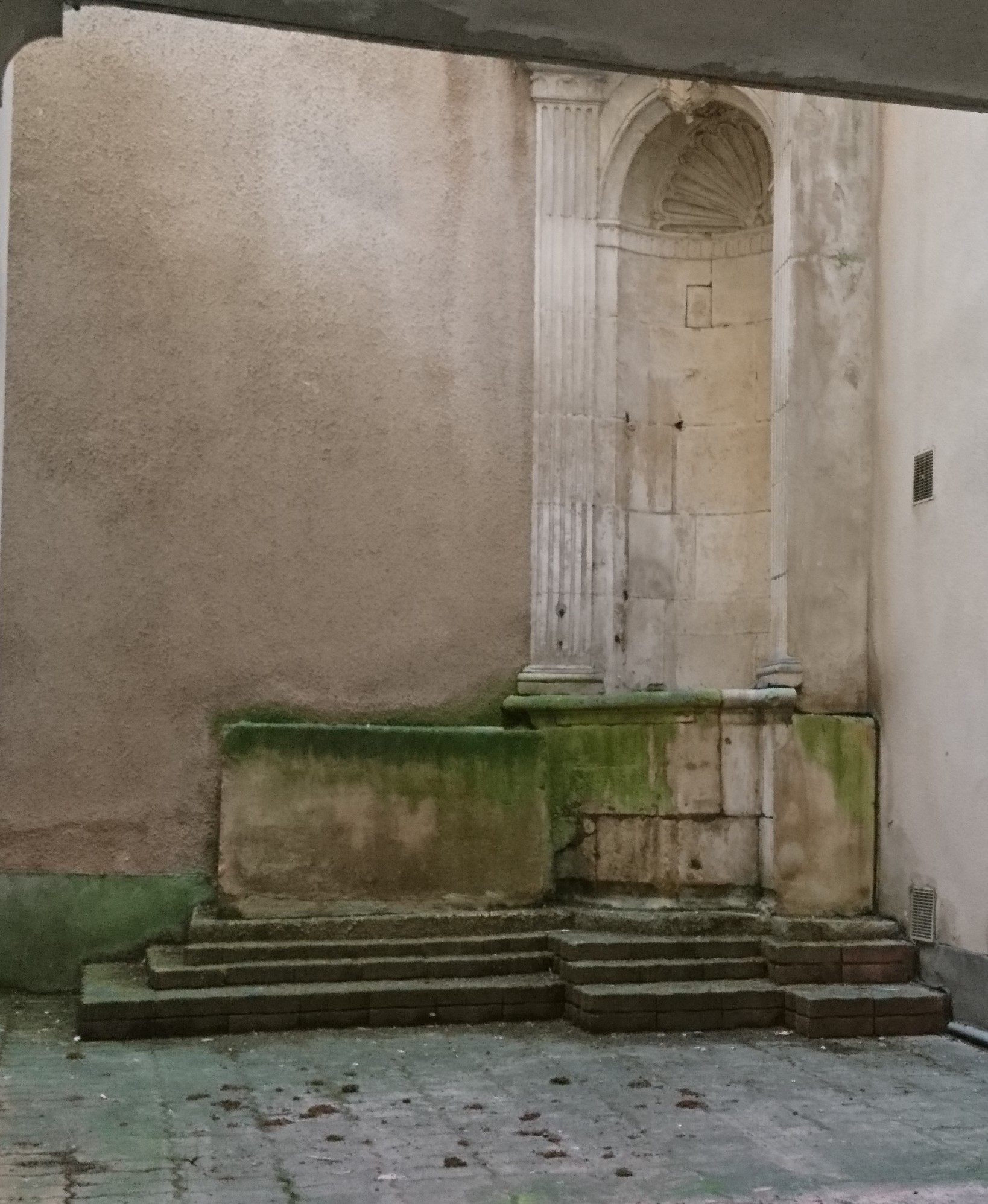
Fontaine au no 5.
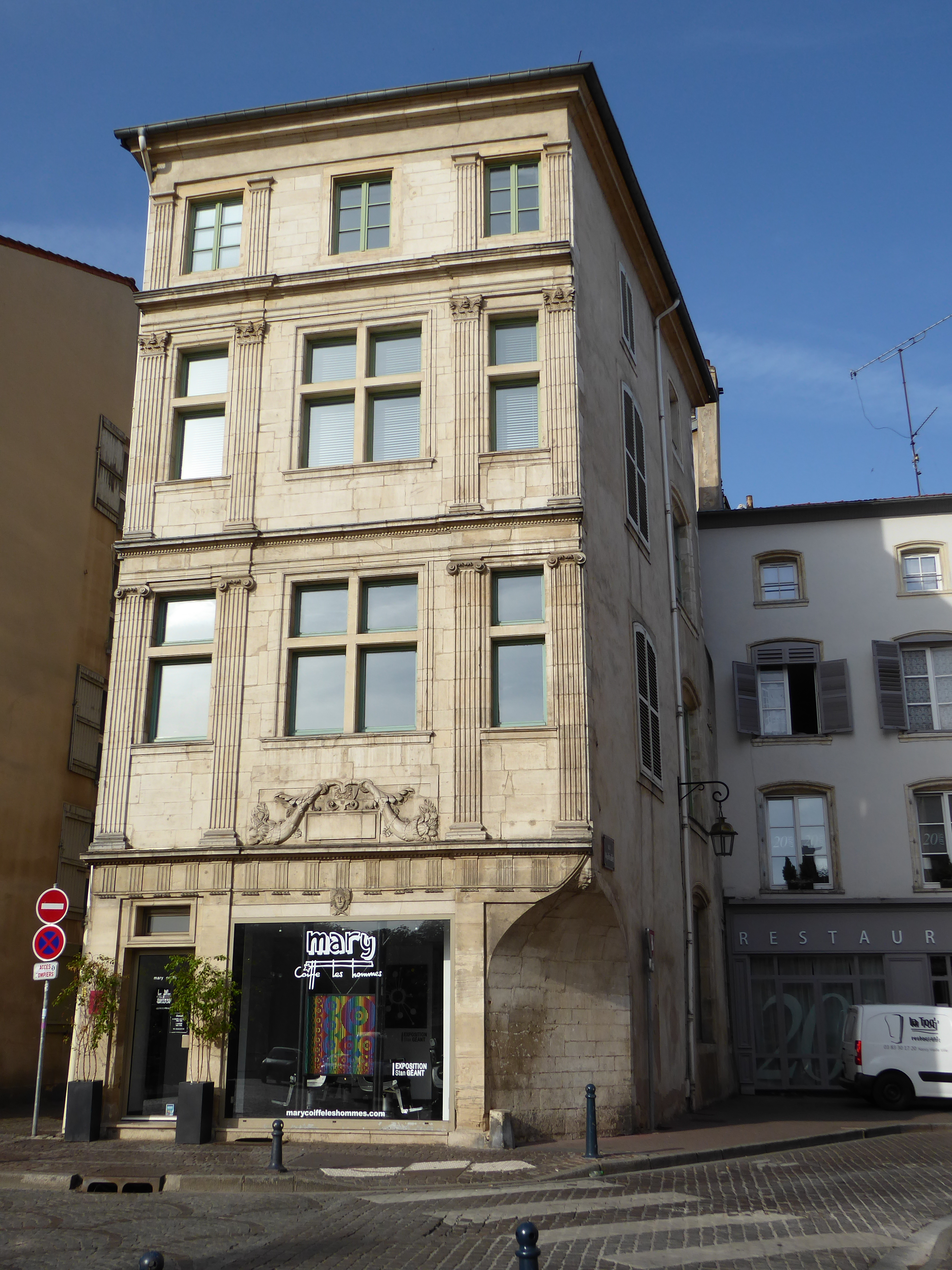
Immeuble au no 7.